# 筋骨草属
筋骨草属（学名：Ajuga）是唇形科下的一个属，为一年生或多年生草本植物。该属共有40—50种，分布于东半球温带地区。属名Ajuga源于希腊语a（无）和jugum（轭）的合成词，指本属植物萼片不呈二唇形。